# Raoul Laparra
Raoul Laparra (Bordeaux, 13 maggio 1876 – Boulogne-Billancourt, 4 aprile 1943) è stato un compositore francese.

## Biografia
Laparra fu un bambino prodigio, poiché diede il suo primo concerto in pubblico a soli 9 anni. Entrato in conservatorio, studiò con Diémon Lavignac, André Gedalge, Gabriel Fauré e Jules Massenet, perfezionandosi in composizione.

Vinse il Grand Prix de Rome nel 1903 quando era già assai noto. La sua carriera iniziò con un successo operistico nel 1899, quando fece rappresentare la sua prima opera "Pelle d'asino" nella sua città natale. Ad essa seguì "La Habanera", con la quale esordì a Parigi all'Opéra-comique nel 1908. Quindi "La Jota" e "La Malagueña" a formare un trittico, nel 1911.
La musica di Laparra è certamente più rivolta all'opera lirica e al teatro, ma gli si debbono anche numerose composizioni di musica strumentale, sinfonica e cameristica.
Le sue opere rivelano una particolare inclinazione per i temi spagnoli e baschi, sia letterari che musicali, al punto che Laparra è considerato uno dei maggiori esponenti dell'ispanismo musicale francese.

La sua carriera fu stroncata in età matura dalla guerra. Morì infatti nel 1943 sotto un bombardamento.

Suo fratello era il pittore William Laparra.

## Opere

### Opere liriche
- 1899 - Pelle d'asino
- 1908 - La Habanera (dramma lirico in tre atti che forma un trittico con le due opere seguenti)
- 1911 - La Jota
- 1911 - La Malagueña
- 1925 - Le Joueur de viole
- 1931 - L'illustre Fregona, zarzuela in 3 atti al Palais Garnier di Parigi

### Musica strumentale
- 1 Quartetto per archi.
- 1 Sonata per violino e piano.
- - Melodie su temi popolari spagnoli.
- Le Missel Chantant: suite de mélodies sur de vieilles poésies françaises, suite per orchestra di 72 brani in 6 volumi.
- Dimanche basque, suite per piano e orchestra.
- En marge de Don Quichotte, suite per orchestra.
- Brani sinfonici e cameristici vari.
- Suite pour Flûte Et Piano. Parigi 1926